# Desmoglein-1
Desmoglein-1‏ (Desmoglein 1) هوَ بروتين يُشَفر بواسطة جين Desmoglein-1 في الإنسان.